# 大橋川

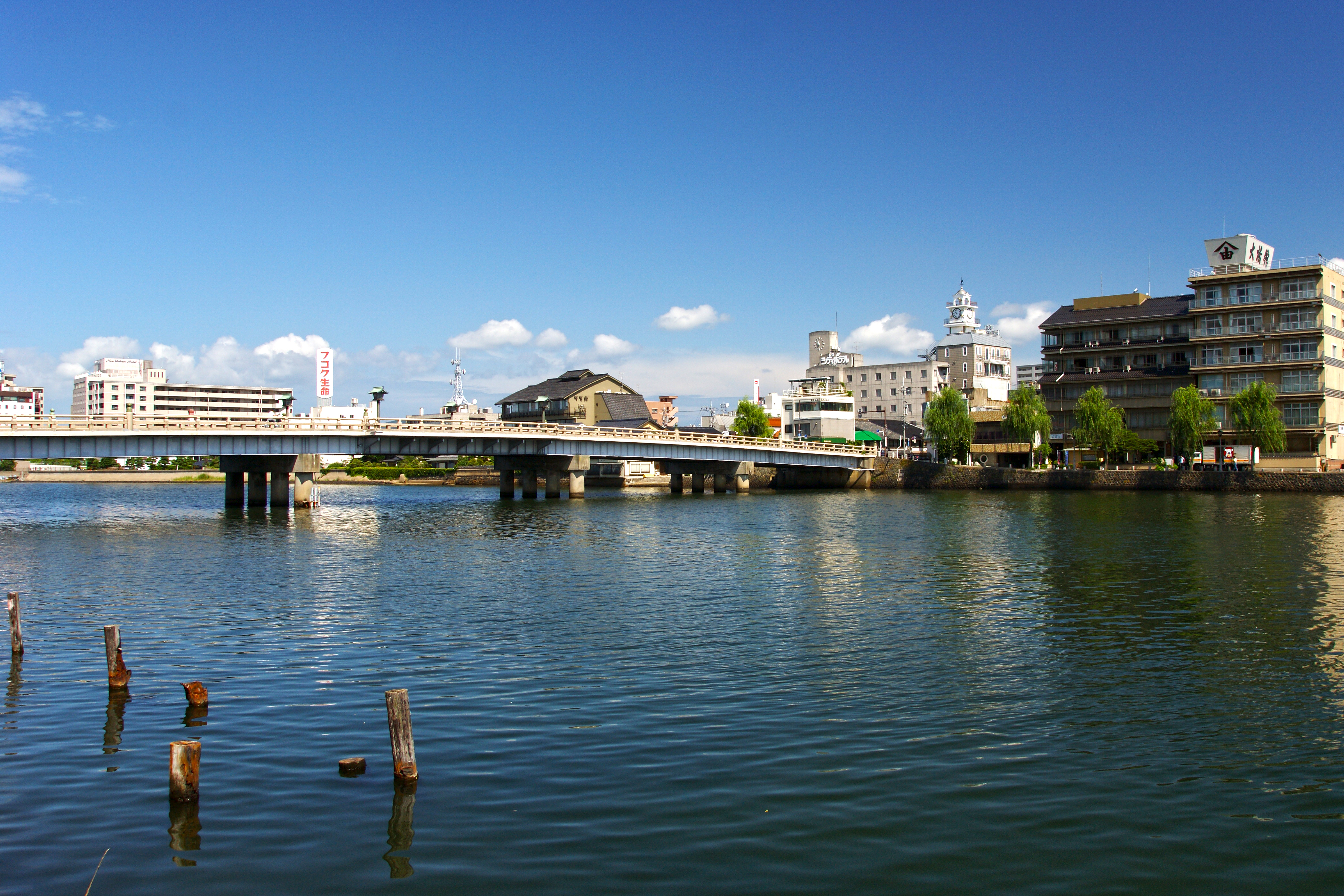
大橋の近く

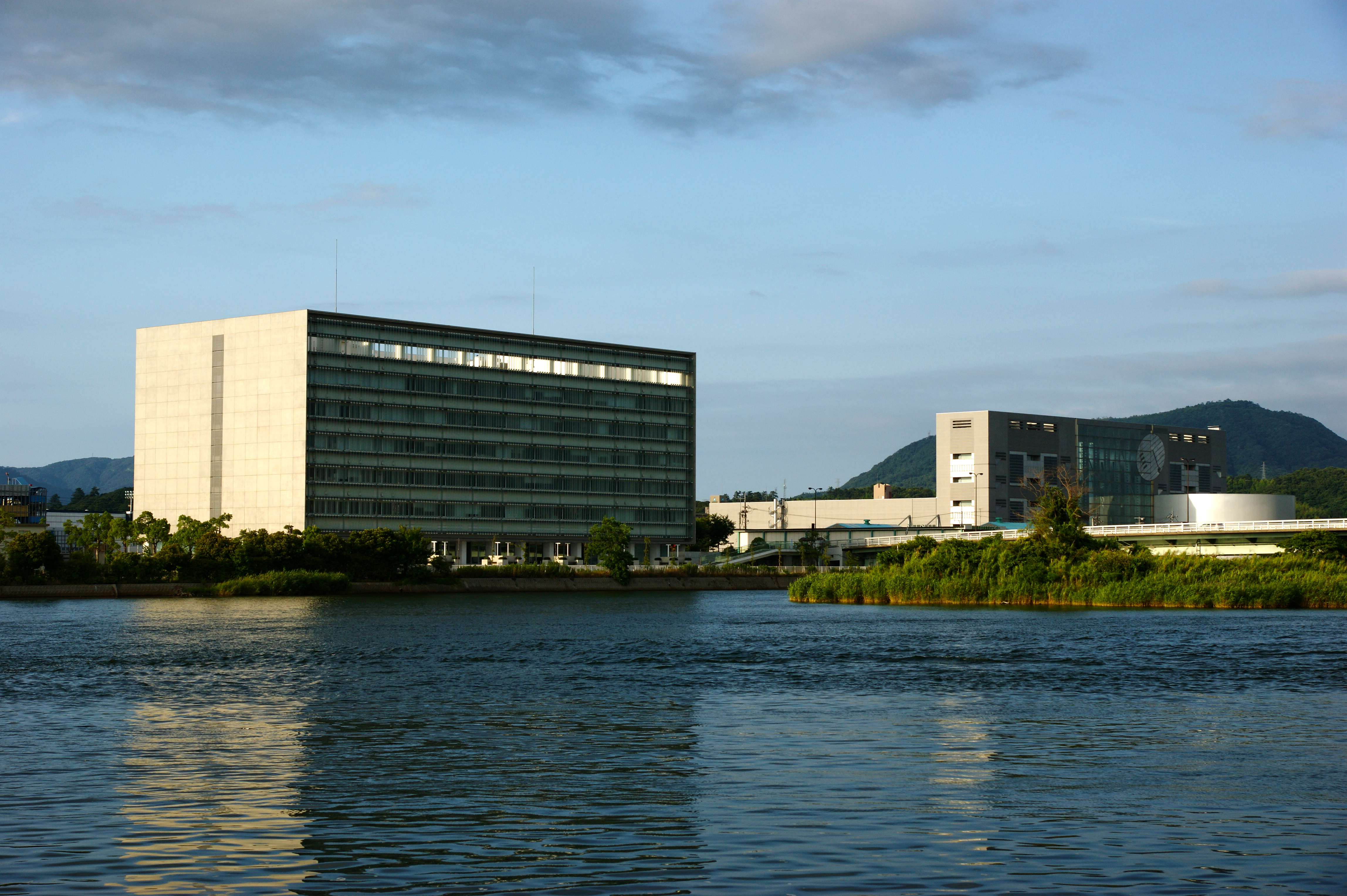
大橋川河口近く。対岸は松江地方合同庁舎（左）と島根県立産業交流会館

大橋川（おおはしがわ）は、宍道湖から島根県松江市の市街地を横切って中海へと流れ込む一級水系・斐伊川本流の一部。

## 地理
宍道湖と中海の中間に位置する川で、宍道湖と中海は日本では数少ない連結汽水湖となっている。全長約7.6km。河川整備計画等では宍道湖合流点より上流側の区間を斐伊川本川と称しているが、斐伊川本川下流部から境水道まではほぼ水位差がなく大橋川も潮位の影響を受けている。上流の宍道湖に至るまで全て汽水域となっており、ヤマトシジミなどが生息している。
松江港の港湾区域となっており、宍道湖側には松江地区、中海側には馬潟地区（馬潟港）の港湾施設がある。かつては、隠岐汽船の隠岐航路の船舶が境港から大橋川を通じて松江港まで運航されていた。
斐伊川本流（大橋川）からは剣先川（全長3.7km）が分流しており再び斐伊川本流（大橋川）に戻る。さらに剣先川からは八間川（全長0.7km）が分流しており再び剣先川に戻る。
斐伊川はもともと出雲平野を西に流れ日本海に注いでいたが、寛永年間の大洪水を契機に宍道湖へと注ぐようになった。

## 市街地
松江市は大橋川より北の地域である「橋北（きょうほく）」と南の地域である「橋南（きょうなん）」に市街地が二分され、西側（上流側）から、宍道湖大橋、松江大橋、松江新大橋、くにびき大橋、縁結び大橋、中海大橋が架かる。
大橋川の上流部北岸には柳並木や石積みの護岸が残るなど、大橋川は宍道湖や中海とともに「水の都」とされる松江を象徴する景観となっている。
斐伊川は水防警報河川であり、大橋川は水位周知河川に指定され避難判断水位の情報提供などが行われる。流入河川である斐伊川に比べて河川断面が小さく水位が上昇すると長時間にわたって水位が低下しないという特徴がある。古くから松江市街地では浸水がたびたび発生している。1972年7月の集中豪雨では1週間にわたって市街地の浸水が発生した。2006年7月には洪水が発生して約1500戸が浸水するとともに交通網が麻痺した。そのため、治水計画として、尾原ダムや志津見ダムの建設、 斐伊川本川から神戸川に分流する斐伊川放水路の整備、大橋川の改修と宍道湖や中海湖岸堤の整備が実施されている。

## 生態系
中海の平均塩分濃度は海水の約1/2、宍道湖の平均塩分濃度は海水の約1/10で、大橋川の塩分濃度はその中間的な値となっている。ヤマトシジミやホトトギスガイなどの分布は塩分濃度の経時的な変化に応じて変動している。 
河道にコアマモの大規模群落が存在する。また、中海側にはオオクグの群落がある。